# Semoy
Semoy ist eine französische Gemeinde mit 3.204 Einwohnern (Stand: 1. Januar 2022) im Département Loiret in der Region Centre-Val de Loire. Die Gemeinde gehört zum Arrondissement Orléans und ist Teil des Kantons Saint-Jean-de-Braye. Die Einwohner werden Semeyen genannt.

## Geografie
Semoy liegt östlich von Orléans am Ruet, einem Zufluss der Loire. Die Gemeinde gehört zum Val de Loire, seit 2000 UNESCO-Weltkulturerbe. Im Norden liegt der Forêt d’Orléans. Umgeben wird Semoy von den Gemeinden Chanteau im Norden, Marigny-les-Usages im Nordosten, Saint-Jean-de-Braye im Süden und Osten, Orléans im Südwesten sowie Fleury-les-Aubrais im Westen.

## Geschichte
Eine Benediktinerpriorei wurde 1081 gegründet, die während der Französischen Revolution zerstört wurde.

## Bevölkerungsentwicklung
| Jahr      | 1962 | 1968 | 1975 | 1982 | 1990 | 1999 | 2006 | 2018 |
| Einwohner | 923  | 1567 | 1792 | 1395 | 2237 | 2879 | 2928 | 3182 |

## Sehenswürdigkeiten

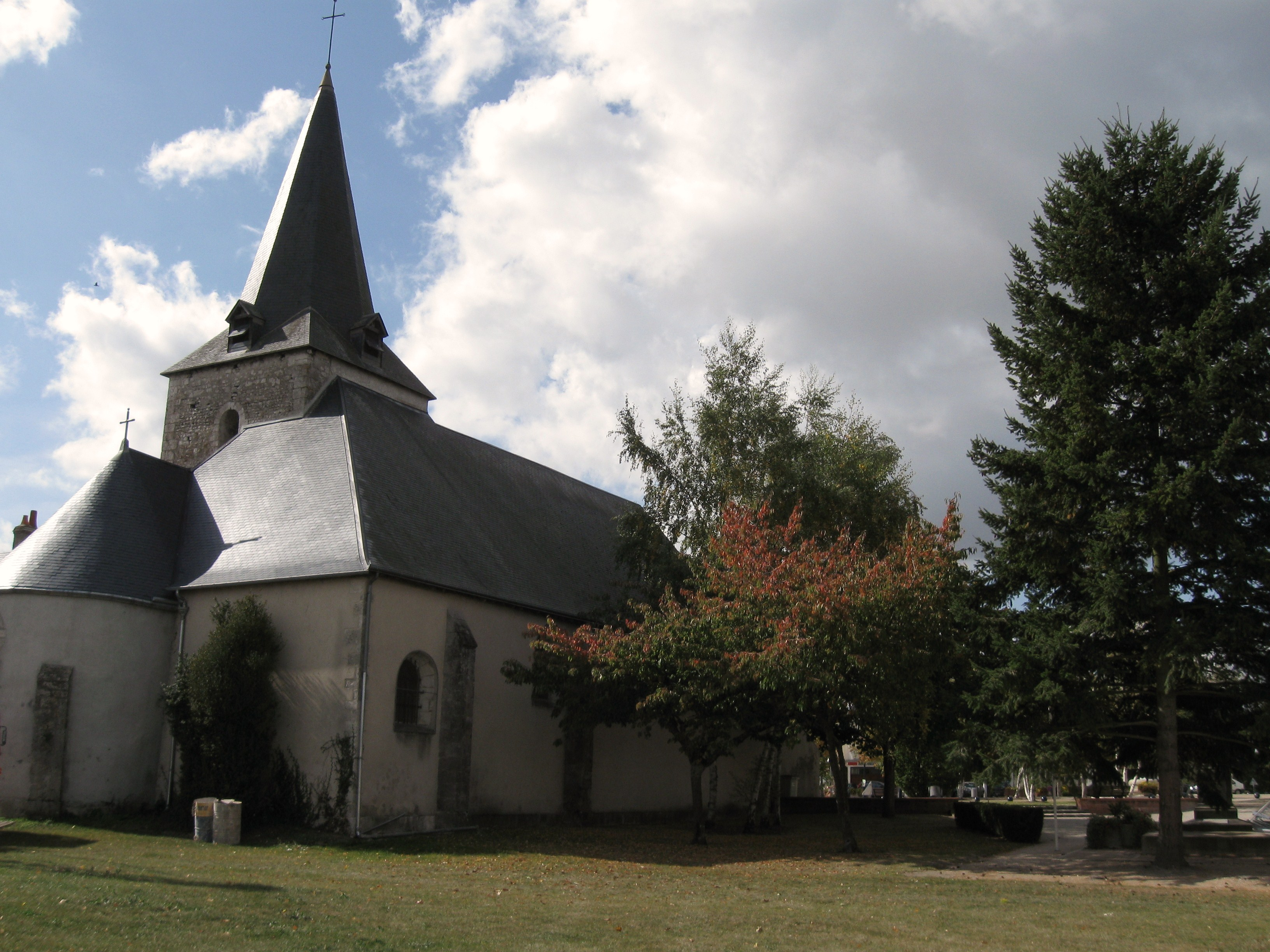
Kirche Notre-Dame

- Kirche Notre-Dame aus dem 11. Jahrhundert, im 17. Jahrhundert umgebaut

## Gemeindepartnerschaft
Mit dem Ortsteil Brehna der deutschen Stadt Sandersdorf-Brehna in Sachsen-Anhalt besteht eine Partnerschaft.